# Benoît Simard
 (juin 2018).
Benoît Simard, est un peintre canadien né le 29 juillet 1942 à Saint-Stanislas (Saguenay–Lac-Saint-Jean). Il décède le 6 septembre 2010 au Québec. Il est connu pour son style semi-figuratif[réf. nécessaire]. Ses œuvres font parties de nombreuses collections publiques et privées : musées du Vatican à Rome, Bibliothèque nationale du Québec à Montréal, collection de Jacques Chirac, l’archidiocèse de Québec et Musée national des beaux-arts du Québec.

## Biographie
Né le 29 juillet 1942 à Saint-Stanislas (Saguenay–Lac-Saint-Jean, Québec, Canada), il passe son enfance dans la ville voisine, Mistassini. 
Autodidacte, c'est vers l’âge de 12 ans qu'il commence à s’intéresser à la peinture. C'est sur les stores de sa chambre qu'il peindra sa première œuvre, inspirée de la chanson Le Plat Pays de Jacques Brel.
Après des études en psychologie à l’Université Laval et à l’Université de Sherbrooke, Benoît Simard exerce le métier de psychologue à l’hôpital Saint-François d’Assise, où il prête assistance aux toxicomanes. C'est en 1974 que sa carrière prend un tournant international lors du Grand Prix international de peinture et de sculpture de France.  Lors d'une exposition, il reçoit la médaille de la ville de Saint-Paul-de-Vence, dans la catégorie « composition ».
Le peintre jeannois se consacre entièrement à sa carrière artistique au début des années 1980. Les œuvres de Benoît Simard marquent avant tout par leur fantaisie, les dimensions picturales évoquant le mouvement et la juxtaposition des textures. On assiste graduellement à une métamorphose esthétique. En 1987, il cumule déjà une cinquantaine d’expositions en solo et en groupe que ce soit au Québec, aux États-Unis ou en Europe.
En 1993, sa toile Le Champ de trèfle est choisie pour représenter le Canada à la Biennale internationale des beaux-arts de Paris. La même année, il signe un contrat de distribution avec Opus One, la plus importante compagnie de reproduction d’œuvres d’art au monde. Ainsi, ses lithographies sont vendues dans 53 pays.
En 1994, Benoît Simard est admis à l’Académie royale des arts du Canada, un fait extrêmement rare pour un artiste autodidacte. Ses oeuvres sont présentées dans plus de 60 expositions ayant voyagé en France, en Italie, en Australie et aux États-Unis. Benoît Simard a toujours dépeint sa vision de la musique – un peu celle d’un psychanalyste – par des compositions abstraites et symboliques. La dernière réalisation de l’artiste consiste en une série de 21 tableaux inspirés de 50 ans de chansons québécoises. Les toiles ont été exposées à l’hôtel de ville de Québec lors des fêtes du 400e anniversaire de la ville. Le titre de chaque œuvre correspond à une phrase de la chanson qu’elle représente : C'était une jolie fille pour La Pitoune de la Bolduc, par exemple. Ces œuvres sont dédiées à des artistes tels Félix Leclerc, Gilles Vigneault, Jean-Pierre Ferland, Luc Plamondon et Ariane Moffatt.
Le peintre s’éteint le 6 septembre 2010 à l’Hôpital de l’Enfant-Jésus de Québec, après un long combat contre la maladie.
En 2018, la Ville qui l'a vu grandir lui rend hommage en lui décernant le titre de Bleuets étoilés, un temple de la renommée locale.